# Правокумский сельсовет (Советский район)
Правокумский сельсовет — упразднённое сельское поселение в Советском районе Ставропольского края Российской Федерации.
Административный центр — село Правокумское.

## История
Статус и границы сельского поселения установлены Законом Ставропольского края от 4 октября 2004 год № 88-кз «О наделении муниципальных образований Ставропольского края статусом городского, сельского поселения, городского округа, муниципального района».
С 1 мая 2017 года, в соответствии с Законом Ставропольского края от 14 апреля 2017 № 37-кз, все муниципальные образования Советского муниципального района (городское поселение город Зеленокумск, сельские поселения Восточный сельсовет, село Горькая Балка, Нинский сельсовет, село Отказное, Правокумский сельсовет, Солдато-Александровский сельсовет) были преобразованы, путём их объединения, в Советский городской округ.

## Население
| 1989  | 2002  | 2010  | 2011  | 2012  | 2013  | 2014  | 2015  | 2016  |
| ----- | ----- | ----- | ----- | ----- | ----- | ----- | ----- | ----- |
| 1772  | ↗1932 | ↘1498 | ↘1495 | ↘1480 | ↘1468 | ↘1430 | ↘1421 | ↘1402 |
| 2017  |       |       |       |       |       |       |       |       |
| ↘1399 |       |       |       |       |       |       |       |       |

## Состав сельского поселения
До упразднения муниципального образования в состав его территории входили 3 населённых пункта:
| № | Населённый пункт | Тип населённого пункта       | Население |
| - | ---------------- | ---------------------------- | --------- |
| 1 | Глубокий         | хутор                        | ↘43       |
| 2 | Правокумское     | село, административный центр | ↘1558     |
| 3 | Чарыков          | хутор                        | ↗23       |